# Albert De Vos (kunstschilder)
Albert De Vos (Oostakker, 1868 – Gent, 1950) was een Belgisch kunstschilder.

## Biografie
Albert De Vos was voornamelijk marineschilder: zeeën, havens, staketsels, vissersvaartuigen en vissersfiguren. Zijn stijl was een mengstijl van realisme en impressionisme met veel zin voor sfeerschepping.
Van 1921 tot 1926 had hij een atelier in de Lange Steenstraat 8 in Gent; vanaf 1927 tot zeker na 1934 in de Korte Kalversteeg 1 in het Patershol in Gent. Het Patershol kende toen een concentratie aan beeldende kunstenaars.

## Tentoonstellingen
In 1905 en 1907 hield hij individuele tentoonstellingen in de Gentse Cercle Artistique et Littéraire. In februari 1934 had hij een individuele tentoonstelling in de Zaal Taets in Gent.

## Signatuur
Hij tekende zijn werken doorgaans “Alb. Is. De Vos” met een liggend streepje onder de laatste vier letters van zijn familienaam.